# Cau Gomez
Cláudio Antônio Gomes (Belo Horizonte, 1972), mais conhecido pelo pseudônimo Cau Gomez, é um ilustrador brasileiro. Começou a trabalhar aos 16 anos no Diário de Minas. Já publicou caricaturas e cartuns em A Tarde (onde trabalha atualmente), O Estado de S. Paulo, Jornal do Brasil, Playboy, O Pasquim, entre outros. Também é colaborador da revista francesa Courrier International. Entre os mais de 60 prêmios conquistados em eventos no Brasil e no exterior, Cau Gomez foi eleito melhor caricaturista brasileiro pelo Troféu HQ Mix de 1999.
Em 2020, Cau Gomez ganhou o Prêmio Vladimir Herzog na categoria "Prêmio Destaque Vladimir Herzog Continuado" ao lado de outros 109 cartunistas que participaram do movimento "Charge Continuada", que consistiu na recriação por centenas de artistas de uma charge de Renato Aroeira que fora alvo de um pedido de investigação pelo governo brasileiro por associar o presidente Jair Bolsonaro com o nazismo.